# Баллавуан, Жюль Фредерик
Жюль Фредерик Баллавуа́н (фр. Jules-Frédéric Ballavoine; 1842, Париж — 1901) — французский живописец.

## Биография
Обучался в Школе изящных искусств в Париже под руководством Изидора Пильса.
Дебютировал в Салоне в 1877 году. Художник был регулярным участником французских Салонов в 1882—1897 гг.
В 1886 году на Парижском Салоне Баллавуан был награждён медалью за картину «La séance interrompue». Все его выставки получали хорошие отзывы критиков.

## Творчество
Баллавуан — представитель французской школы живописи, популярный художник-портретист, мастер тонкого натюрморта и жанровых картин.
В настоящее время его работы находятся в частных и государственных коллекциях в Соединённых Штатах и Европе.

## Галерея

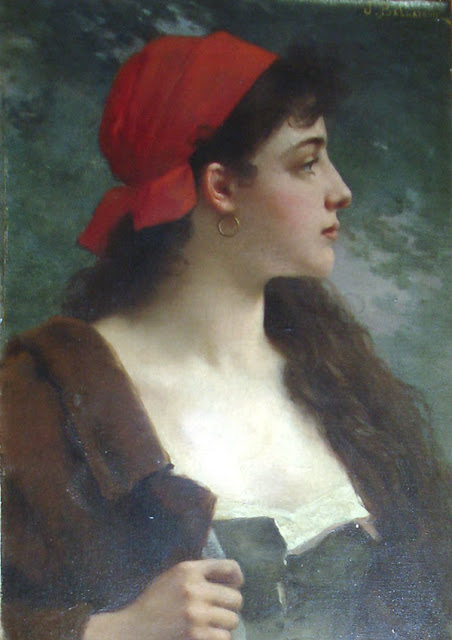
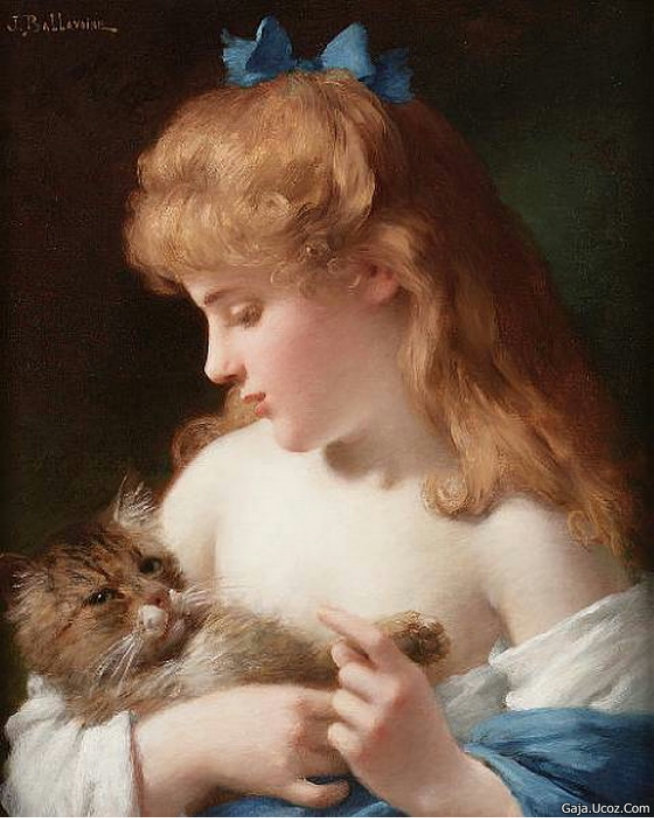
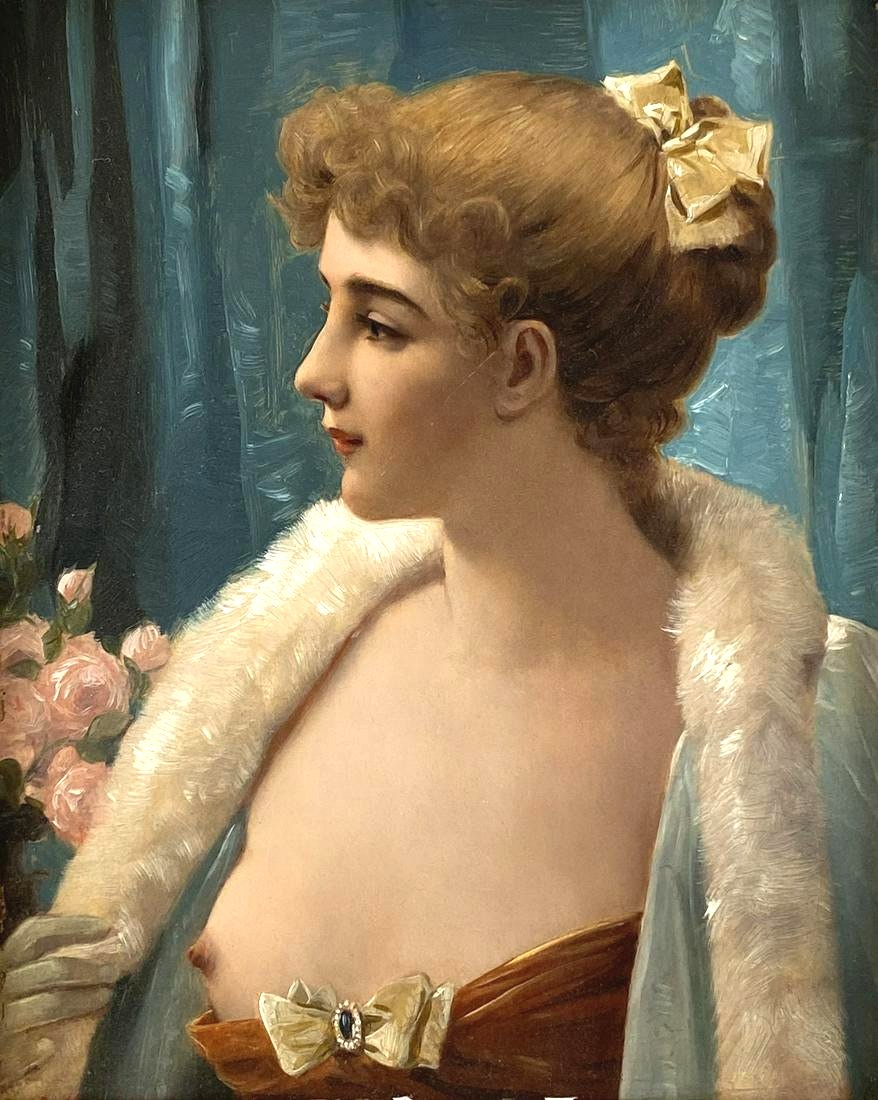
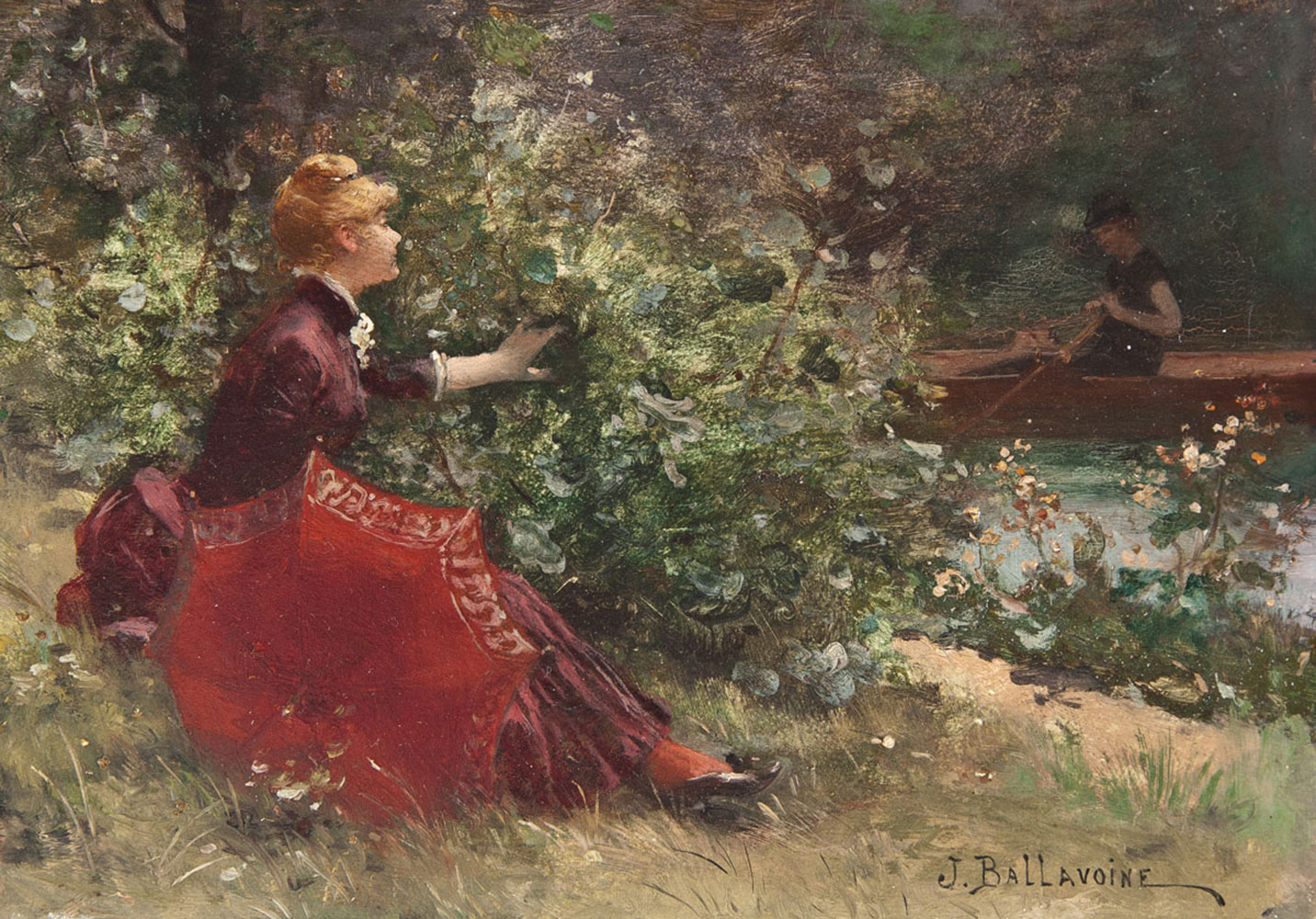